# Lu Ying-Chi
Lu Ying-Chi est une haltérophile de Taïwan née le 6 avril 1985.